# Martin Rothgangel
Martin Rothgangel (* 12. Juni 1962 in Weiden in der Oberpfalz) ist ein deutscher evangelischer Theologe.
Martin Rothgangel legte 1982 das Abitur ab und studierte zunächst ein Semester Lehramt in Regensburg (Wintersemester 1983/84) und absolvierte von 1984 bis 1990 ein Studium der evangelischen Theologie in Erlangen. Von 1990 bis 1998 war er Wissenschaftlicher Mitarbeiter bzw. als Wissenschaftlicher Assistent tätig. Von 1993 bis 1998 arbeitete Rothgangel nebenberuflich als Religionslehrer an der Wirtschaftsschule in Regensburg. 1994 promovierte er an der Universität München. 1996 erfolgte die Habilitation an der Universität Regensburg. Von 1996 bis 1998 nahm er eine Vertretungsprofessur an der PH Erfurt wahr. Von 1998 bis 2002 lehrte er als Professor für Religionspädagogik/Evangelische Theologie an der PH Weingarten. Von 2002 bis 2010 war er Professor für Praktische Theologie/Religionspädagogik an der Universität Göttingen; seine Nachfolge trat Bernd Schröder. Seit 2010 lehrt er als Professor für Religionspädagogik an der Universität Wien. Dort war er von 2010 bis 2014 Vizedekan und von 2014 bis 2018 Dekan. Seit 2018 ist er Affiliated Professor der Universität Haifa. In Wien hat er Anfang Oktober 2023 die Leitung des Zentrums der Lehrer*innenbildung übernommen und zugleich eine Professur für Allgemeine Fachdidaktik, beginnend mit Anfang Oktober 2024, angenommen.
Zu seinen Forschungsschwerpunkten zählen die Antisemitismusforschung, Theologie und Naturwissenschaft, Wissenschaftstheorie in Religionspädagogik/Theologie, Unterrichtsforschung sowie Kompetenzen und Bildungsstandards.

## Schriften
- Religionspädagogik im Dialog I. Disziplinäre und interdisziplinäre Grenzgänge. Stuttgart 2014, ISBN 978-3-17-022643-2.
- Naturwissenschaft und Theologie. Wissenschaftstheoretische Gesichtspunkte im Horizont religionspädagogischer Überlegungen. Göttingen 1999, ISBN 3-525-61465-9.
- Antisemitismus als religionspädagogische Herausforderung. Eine Studie unter besonderer Berücksichtigung von Röm 9 – 11. Freiburg im Breisgau 1994, ISBN 3-451-22763-0.